# نوکیا ۳۵۰۰ کلاسیک
نوکیا ۳۵۰۰ کلاسیک یک‌نمونه از گوشی‌های تلفن همراه سری ۳۰۰۰ شرکت نوکیا می‌باشد که توسط همین شرکت به بازار عرضه شده‌است.